# Palais de Justice de Cluj-Napoca
Palatul de Justiție (Le Palais de Justice) de Cluj-Napoca a toujours été le siège de la Cour d'appel de Cluj.
Palatul de Justiție fait partie de l'ensemble architectural de Piața Avram Iancu, au même titre que Palatul Arhiepiscopiei Ortodoxe, Palatul de Finanțe, Palatul Prefecturii et Palatul Regionalei Căilor Ferate. Tous ces édifices ont été érigés au tournant du siècle dans le but d'en faire les sièges des différents institution de l'État.

## Localisation et histoire
Palatul de Justiție (Le Palais de Justice) de Cluj-Napoca se situe dans le coin sud-est de la Piața Avram Iancu, au carrefour formé par la rue Calea Dorobanților avec le coin nord-est de la Piața Ștefan cel Mare. Le bâtiment a été construit de 1898 à 1902 par la société d'architecture Epitotarsasag, Kotsis, Smiel, Fodor es Reisinger en collaboration avec l'entrepreneur David Sebestyen. L'architecte principal a été Gyula Wagner.

## Architecture

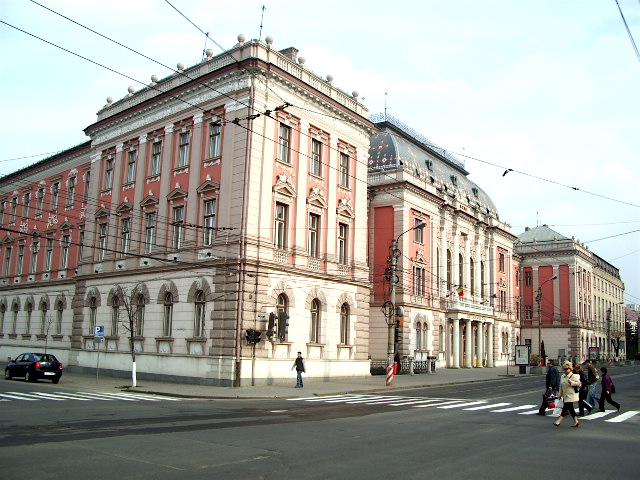
Palatul de Justiție de Cluj-Napoca. Vue des façades nord et ouest.

Monument historique et ouvrage d'architecture remarquable, l'édifice est construit en style éclectique, sur un rectangle irrégulier. Le bâtiment comprend 13 cours intérieures lui assurant la ventilation et la luminosité.
Les façades nord et ouest sont richement décorées et chacune d'entre elles présente un porche à colonnes doriques qui soutiennent des balcons. Les frises sont soigneusement ornées avec des motifs végétaux, des guirlandes, des consoles et des figures en ronde-bosse. Les arcs, les encadrements des fenêtres et les corniches sont ornées de figures humaines sculptées en pierre. Les éléments décoratifs sont réalisés en terracotta et en pierre de Viștea.
Le toit de la façade ouest comporte une coupole qui mesure 9 m de large, sur 29 m de long et 8,6 m de haut. Elle est somptueusement décorée avec des pièces en fer forgé et elle est couverte d'écailles polychromes en amiante mélangé à du ciment.